# Cortland Street Drawbridge
Die Cortland Street Drawbridge, ursprünglich Clybourn Place Drawbridge, ist eine Klappbrücke in Chicago in den USA. Sie war die erste Brücke dieser Bauart, die vor allem in Chicago eingesetzt wurde, und wurde deshalb vom ASCE, dem amerikanischen Verband der Bauingenieure, auf die Liste der Wahrzeichen der Ingenieursbaukunst gesetzt.

## Geschichte
In den 1840er Jahren wurden in Chicago zunächst Schwimmbrücken als bewegliche Brücken eingesetzt, bei denen der schwimmende Teil für die Durchfahrt von Schiffen ausgeschwommen wurde. Sie wurden kurze Zeit später durch Drehbrücken abgelöst, die sich schneller und unkomplizierter öffnen ließen. Die Bauart war so erfolgreich, dass die Stadt von 1865 bis 1890 55 Brücken dieses Typs baute.
Drehbrücken hatten aber den Nachteil eines Pfeilers in der Mitte der Durchfahrt, der auch im geöffneten Zustand die Schifffahrt behinderte, zumal die Schiffe immer größer wurden. Nachdem das Kriegsministerium der Vereinigten Staaten 1892 den Abriss einer Drehbrücke am South Branch des Chicago Rivers durchgesetzt hatte, welche die Stadt erst zwei Jahre zuvor gebaut hatte, wurde nach einer neuen Lösung für die beweglichen Brücken gesucht.
Die Stadt probierte drei neue Bauweisen aus: eine Doppel-Faltbrücke an der Canal Street, die Hubbrücke South Halsted Street Lift-Bridge und eine Doppel-Wippbbrücke an der Van Buren Street. Die Wippbrücke wurde als kostengünstigste Variante angesehen, hatte aber den Mangel, dass sich während des Öffnens der Brücke der Schwerpunkt der Konstruktion am Ufer verschob und dadurch eine sehr aufwändige Fundierung notwendig war.
Der Stadtingenieur John E. Ericson beschloss darauf, eine eigene Bauweise für bewegliche Brücken zu entwickeln, die nicht mit bestehenden Patenten in Konflikt kommen sollte. Als Vorbild wurde die 1886 errichtete Tower Bridge in London verwendet. Im August 1899 wurde der Bau von zwei Brücken der neuen Bauweise vergeben, kurz darauf auch derjenige der Clybourn Place Bridge. Von den drei Brücken war die zuletzt vergebene als erste fertig, weil bei den anderen Projekten Verzögerungen auftraten, weshalb die später als Cortland Street Drawbridge bezeichnete Brücke als die älteste dieser Bauart gilt. Die Brücke ist erhalten, kann aber nicht mehr geöffnet werden.

## Bauwerk
Der Überbau der Brücke besteht aus zwei beweglichen Brückentafeln, die sich um feststehende horizontale Stahlzapfen am Ufer drehen können. Der bewegliche Überbau besteht aus dem Brückendeck und drei darauf aufgebauten Stahlfachwerkwänden – eine auf jeder Seite der Brücke und eine zwischen den Fahrbahnen. Unter der Brückentafel sind auf der Uferseite des Drehzapfens Gegengewichte angebracht, die sich beim Öffnen der Brücke in Gruben in den Widerlagern absenken. Die Fachwerkträger haben eine charakteristische Form, die sich gegen das uferseitige Ende aufwölbt. Sie ist durch den elektrischen Antrieb der Brücke gegeben, der mit einem Ritzel auf die Zahnstange am Brückenende wirkt, die einen Halbkreis beschreibt. Der Antrieb ist in den Widerlagern unterhalb der Fahrbahn angebracht und somit nicht sichtbar, einzig die Zahnstange ist zu sehen. Er war so ausgelegt, dass die Brücke bei ruhigem Wetter in einer Minute und bei starkem Wind in zweieinhalb Minuten geöffnet werden konnte.